# Mojinete
Mojinete è un comune (municipio in spagnolo) della Bolivia nella provincia di Sud Lípez (dipartimento di Potosí) con 687 abitanti (dato 2010).

## Cantoni
Il comune è suddiviso in 5 cantoni.
- Bonete Palca
- Casa Grande
- La Cienega
- Mojinete
- Pueblo Viejo